# Omphalotus olearius

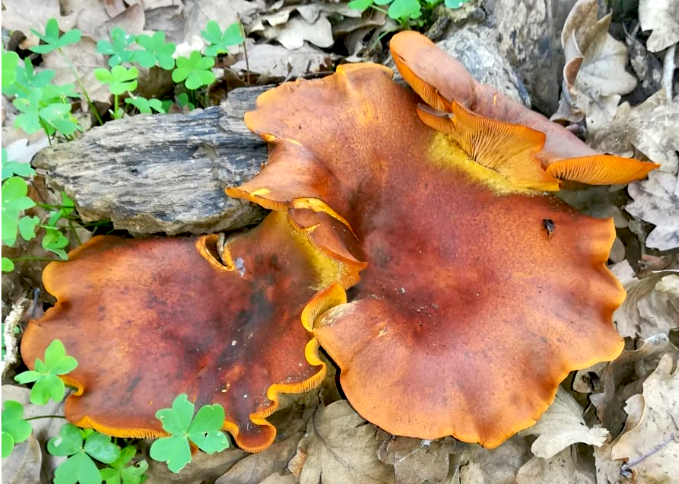
Omphalotus olearius encontrado na África do Sul.

Omphalotus olearius é um cogumelo venenoso de lamelas laranjas que, para olhos menos treinados, pode ser confundido com algumas espécies de Cantharellus. Este fungo se destaca por suas propriedades bioluminescentes. Ele é encontrado em áreas florestais da Europa, crescendo sobre tocos em decomposição, raízes enterradas ou na base de árvores de madeira dura. Uma espécie semelhante, mas filogeneticamente distinta, encontrada no leste da América do Norte, é o Omphalotus illudens [en].
Diferentemente dos Cantharellus, o Omphalotus olearius e outras espécies do gênero Omphalotus contêm a toxina iludina S, sendo venenosos para humanos. Embora não sejam geralmente letais, o consumo deste cogumelo provoca cãibras intensas, vômitos e diarreia.

## Descrição
O Omphalotus olearius apresenta a mesma tonalidade laranja tanto interna quanto externamente. Ele não muda de cor quando machucado ou cortado, uma característica que ajuda a diferenciá-lo de espécies visualmente semelhantes. Sua bioluminescência, de cor azul-esverdeada, pode ser observada em exemplares frescos sob condições de pouca luz, após os olhos se adaptarem à escuridão. Apenas as lamelas emitem luz, e não o cogumelo inteiro. Esse fenômeno ocorre devido à ação da enzima luciferase sobre o composto luciferina, resultando na emissão de luz, semelhante ao que acontece com vaga-lumes. A bioluminescência auxilia na reprodução de fungos ao atrair insetos para dispersar esporos. No entanto, no caso do O. olearius, a bioluminescência não parece ter a função de atrair insetos, e estudos ainda não determinaram seu propósito exato nesta espécie.
Entre as características identificáveis do cogumelo lanterna de abóbora estão suas lamelas verdadeiras, afiadas, decurrentes e sem bifurcações. O odor desses cogumelos não é marcante. O píleo pode variar de 4 a 12 cm de diâmetro. O caule tem espessura entre 1 e 2 cm e comprimento total de 3,5 a 9 cm, da base ao píleo.

## Distribuição e habitat
O Omphalotus olearius é uma espécie incomum, geralmente observada durante o verão e o outono (julho a outubro) em regiões do sul da Europa, incluindo o sul da França, a Península Ibérica e outros países mediterrâneos. Há registros dessa espécie também na província do Cabo Ocidental, na África do Sul. Grupos desse cogumelo são encontrados em florestas de árvores decíduas, preferindo raízes em decomposição, tocos apodrecidos e a base de árvores de madeira dura, especialmente oliveiras.

## Espécies semelhantes
Diversas espécies de Cantharellus podem ser confundidas com o Omphalotus olearius. Uma diferença notável está na aparência das lamelas: o Omphalotus olearius possui lamelas afiadas, flexíveis e semelhantes a papel, enquanto os Cantharellus têm lamelas falsas que se assemelham a cristas arredondadas. Além disso, ao descascar o caule do O. olearius, a cor interna permanece laranja como a externa, enquanto o interior do caule dos Cantharellus é mais claro.
Outras espécies bioluminescentes comuns na América do Norte incluem o Omphalotus illudens e o Omphalotus olivascens [en]. O O. olivascens é encontrado do sul ao centro da Califórnia, enquanto o O. illudens ocorre no leste da América do Norte. Ambas são venenosas. Já o cogumelo Tsukiyotake (Omphalotus japonicus [en], anteriormente chamado Lampteromyces japonicus), encontrado no Japão e no leste da Ásia, também é bioluminescente, venenoso e contém a mesma toxina, iludina [en].

## Galeria

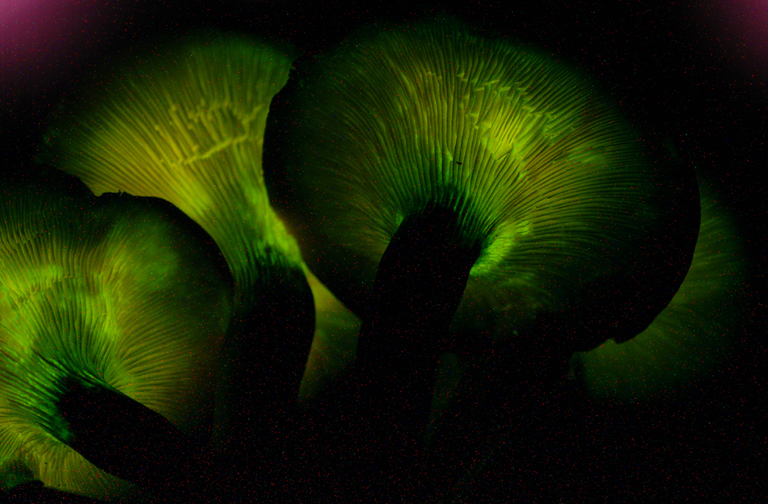
Lamelas bioluminescentes
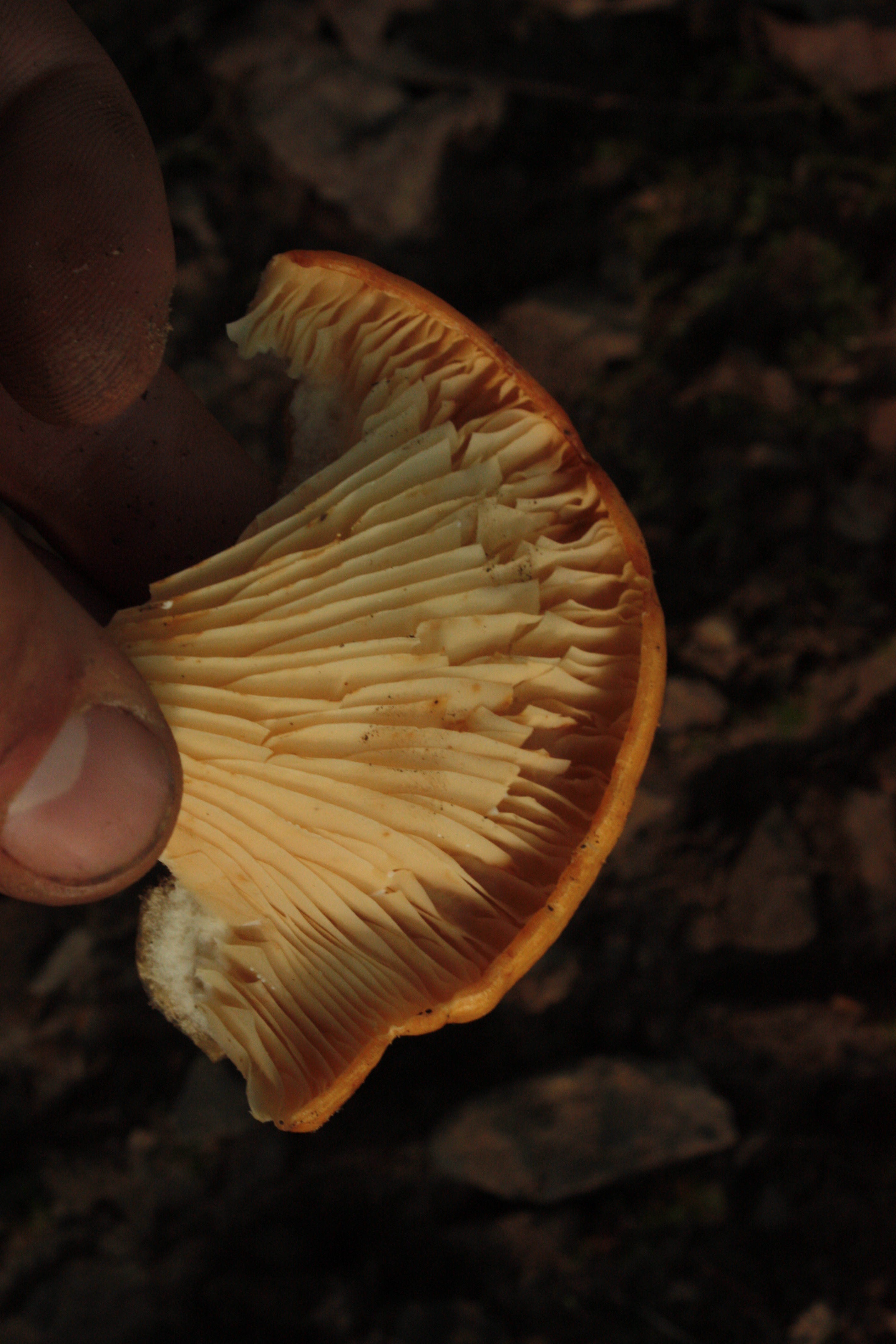
Detalhe das lamelas
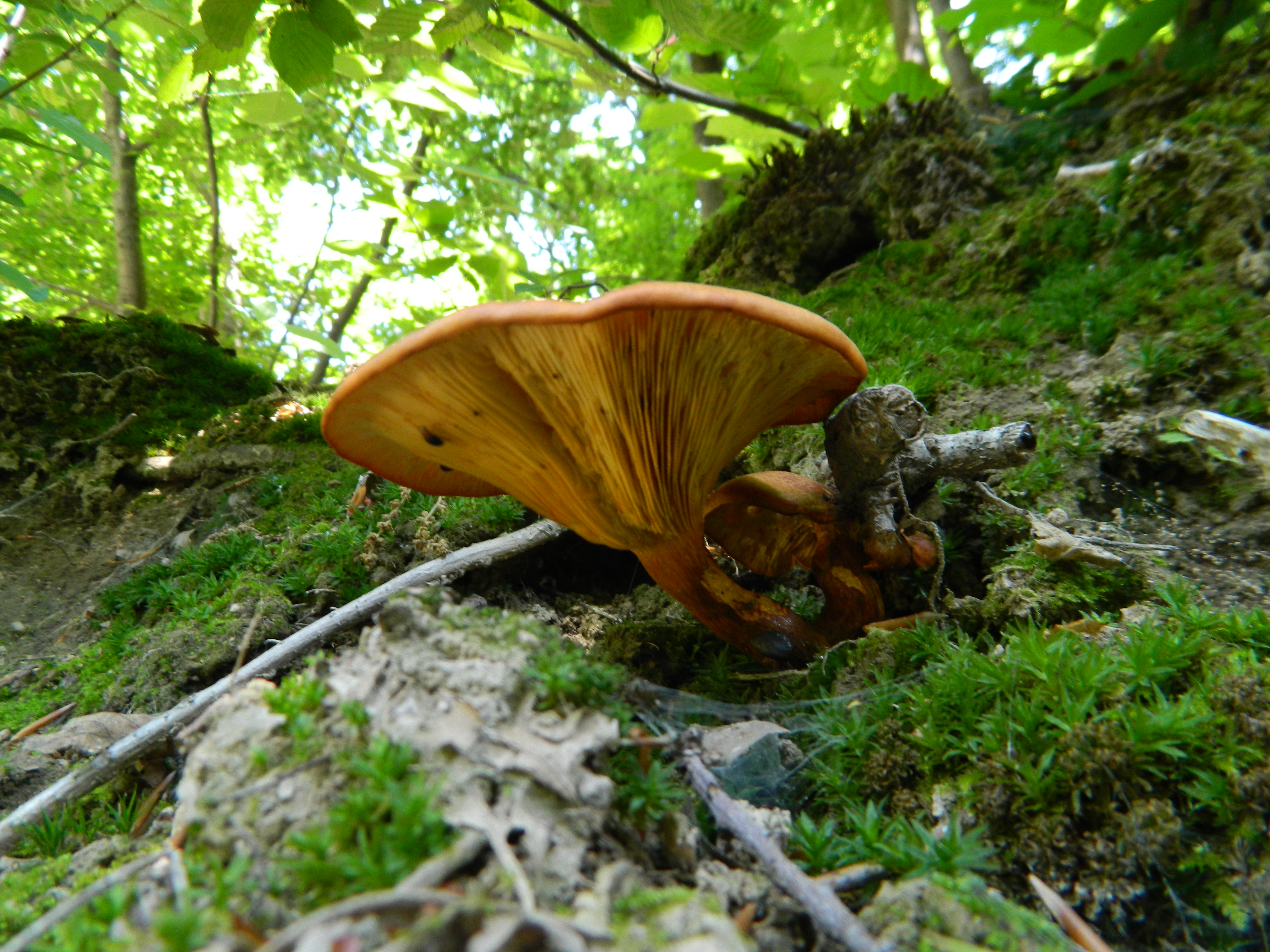
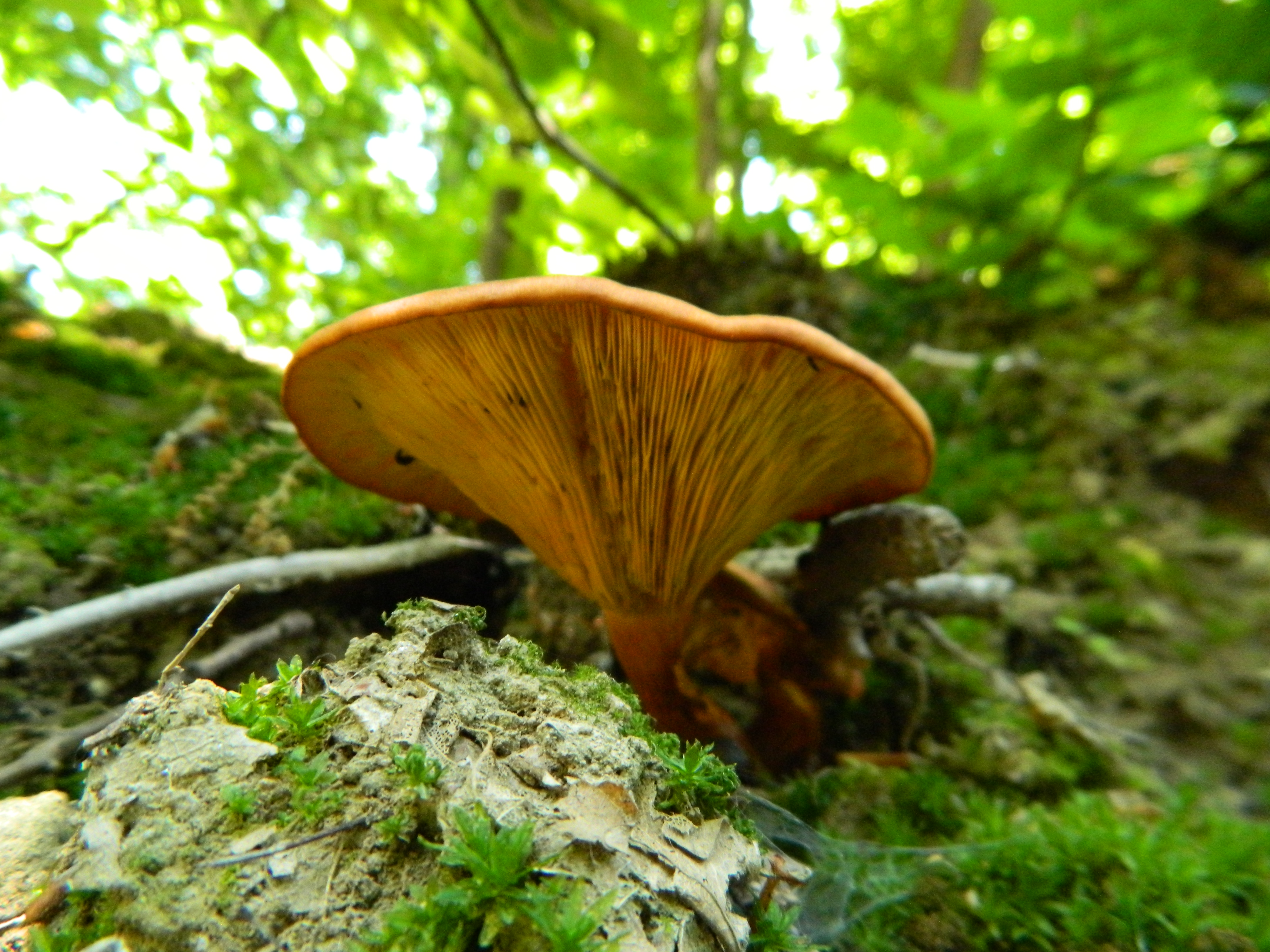
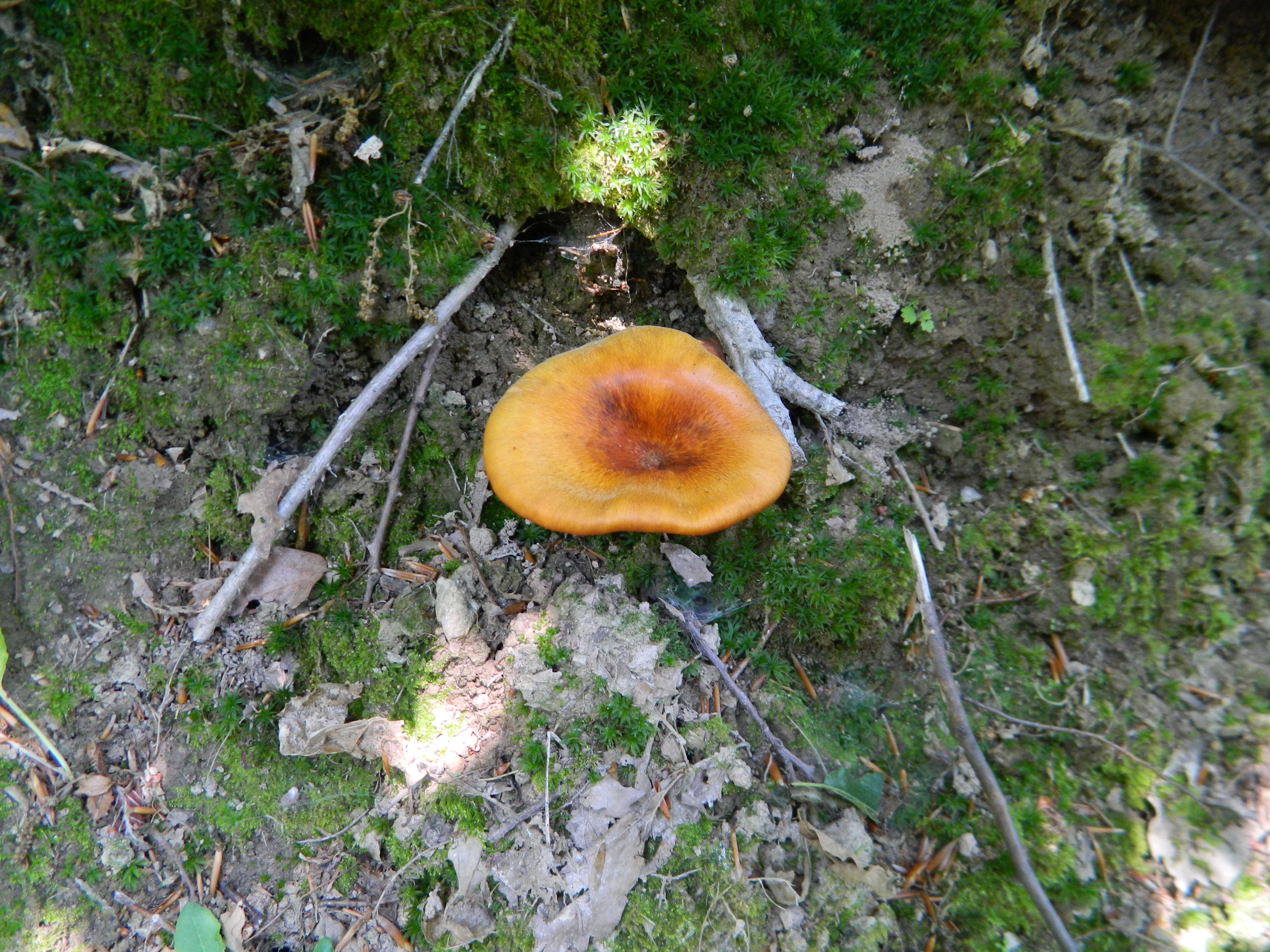
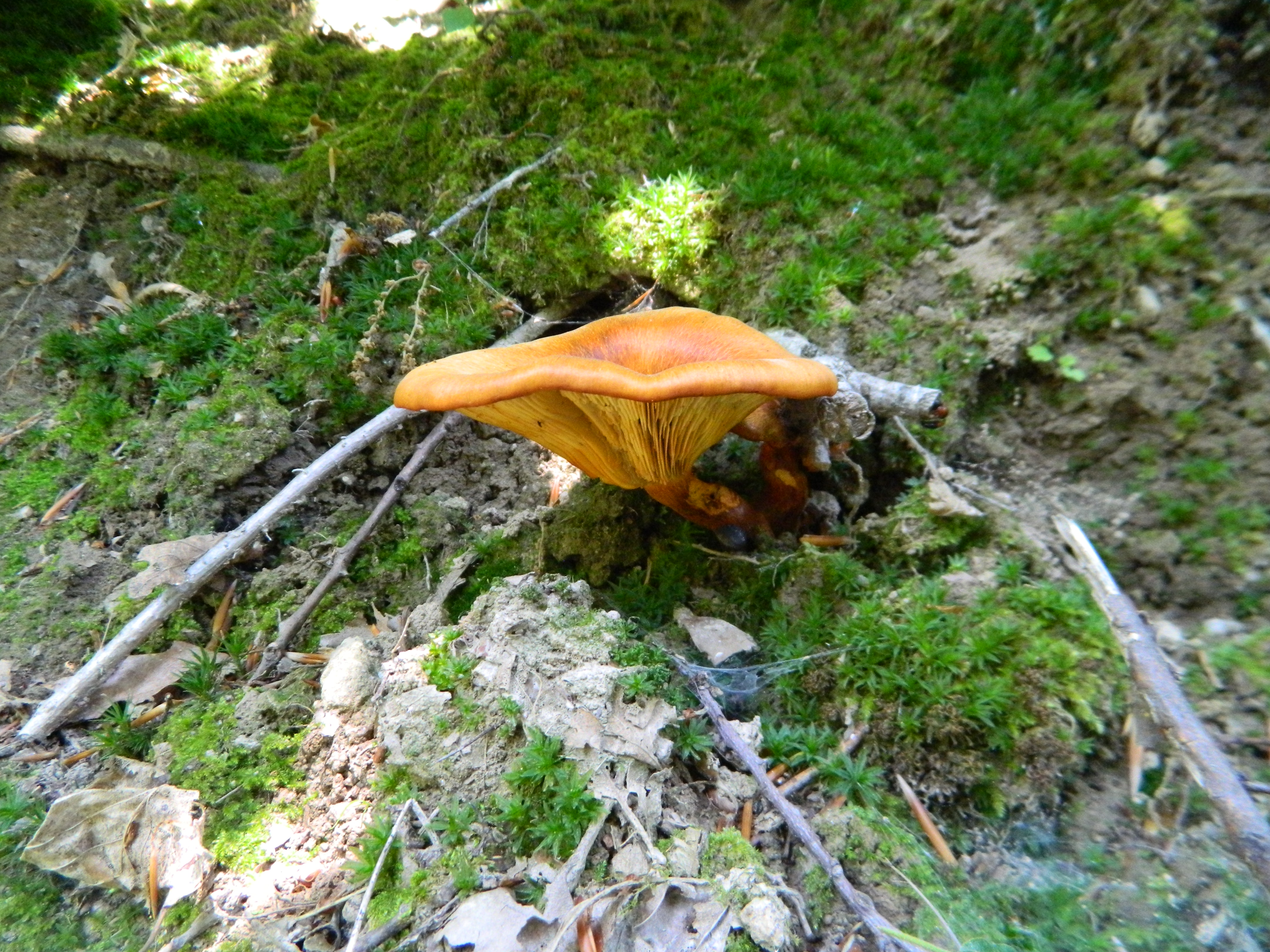
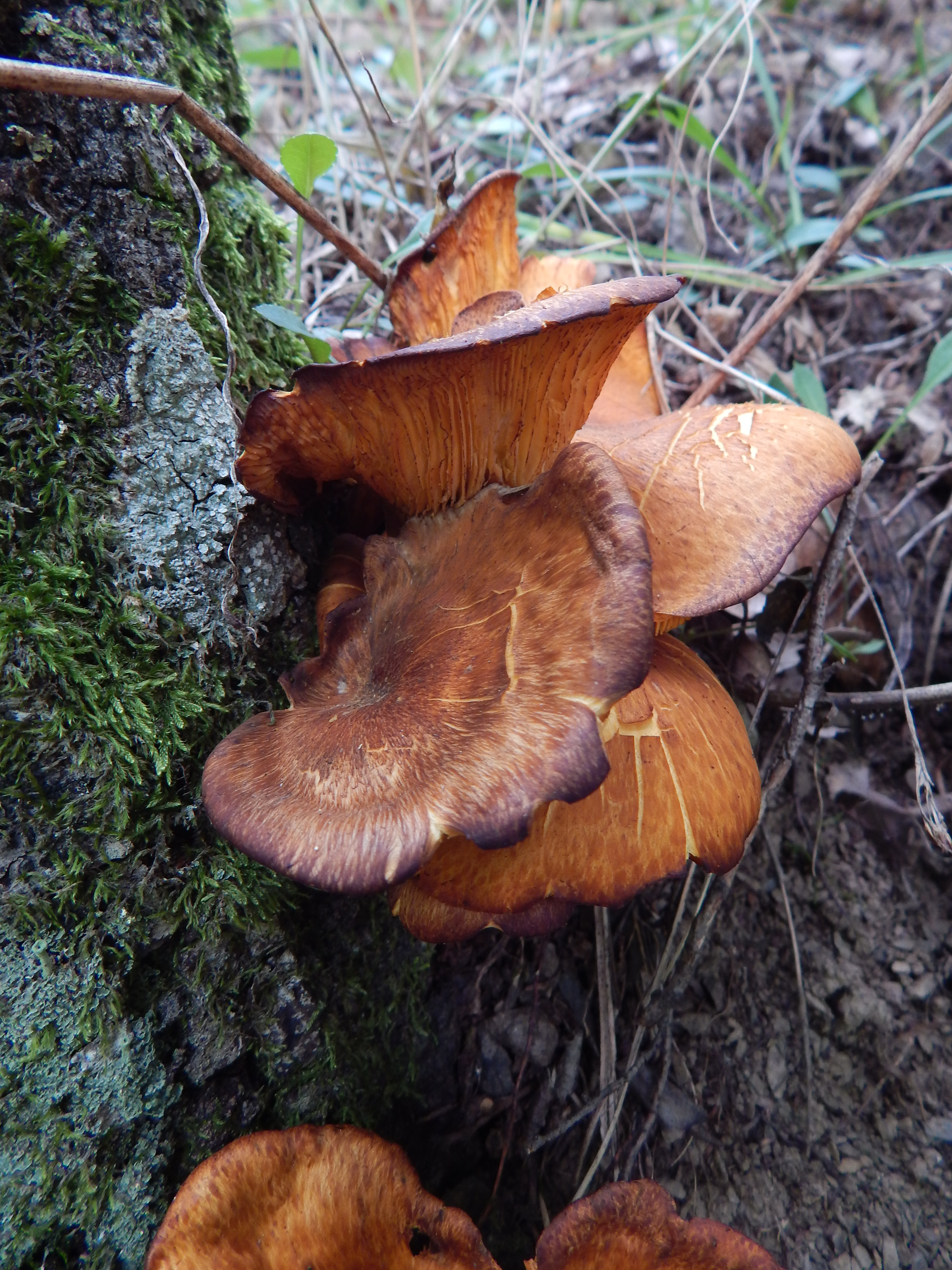